# Som om vi hade glömt
Som om vi hade glömt är den svenska chefredaktören för Expo och författaren Daniel Poohls debutroman, och gavs ut på Leopard Förlag hösten 2013. Det är en barndomsskildring och uppväxtskildring av Poohls uppväxt i Åsensbruk, Vänersborg.
Romanen utspelar sig när Poohl börjar femte klass i Åsensbruk, där han bor med sin ensamstående mor och sin bror. Bruksorten är avfolkad fram tills flyktingar kommer från Jugoslavien. Daniel glädjs, men det gör inte alla, och segregationen och främlingsfientligheten tilltar.

## Mottagande
Mottagandet var blandat. Elin Grelsson Almestad menade att det finns "glimtar av en riktigt bra uppväxtskildring", men att den "spretar åt alla håll" och "vill för mycket", medan Elisabeth Hjorth på SvD menade att det är en "noggrann och välskriven uppväxtskildring", och att en mer dramatisk och mindre sanningsenlig roman - som kanske hade varit bättre litterärt sett - hade "krävt ljug och författarmanipulation", vilket är tvärtemot vad Poohl vill.